# Tutto esaurito
Tutto esaurito è un programma radiofonico italiano in onda su Radio 105. Il programma, definito morning show, ha un accento di carattere prevalentemente comico-umoristico, ma non di rado si toccano argomenti di cronaca e attualità. È preceduto da un segmento definito "Avanti! Avanti! C'è posto!", contenente i messaggi in segreteria lasciati dagli ascoltatori in riferimento agli argomenti discussi nella puntata della mattina precedente
Il varietà è condotto da Marco Galli, Pizza, Mitch, Ylenia Baccaro, l'opinionista Betty Bettina, il giornalista Boris Mantova e in regia i dj Fabio Liuzzi (membro insieme a Massi Arena del duo di DJ Cyberpunkers) e Max Maddy.
Il sabato vengono riproposti i migliori spezzoni della settimana appena trascorsa e il programma assume il titolo "Tutto esaurito Replay".
Nel secondo semestre 2016 risulta essere il programma più ascoltato d'Italia secondo la classifica RadioMonitor pubblicata dall'istituto Eurisko.
Da luglio 2021 il programma viene trasmesso anche sul canale "Radio 105 TV" sul canale 157 del digitale terrestre (poi passato al 66); viene trasmesso solo l'audio della diretta con delle grafiche con foto dei conduttori e inerenti a ciò che si sta trattando in diretta. 
Da settembre 2021 il programma viene trasmesso anche con la diretta video dei conduttori, tramite delle telecamere in studio che inquadrano tutti i conduttori, i dj, Betty e Boris Mantova.

## Scaletta del programma
- 7:00 - Inizio, sigla delle sette
- 7:20 - Agenda del giorno di Betty Bettina: meteo, oroscopo e proverbio del giorno
- 7:30 -Tiko Tako: viene scelta una frase dal giornalista Boris Mantova, dove però manca una parola, chiamata "Tiko Tako". Vengono scelti 2 ascoltatori che avranno ognuno 3 possibilità di indovinare la parola mancante. Man mano che si avvicina l'ultima possibilità, vengono dati degli aiuti per poter risalire più facilmente alla parola nascosta.
- 7:50 - Big Smile: barzellette inviate dagli ascoltatori del programma tramite messaggio vocale al 342 41 15 105, o alla segreteria della radio, allo 02 627 105
- 8:00 - Sigla delle otto
- 8:10 - PBM - "Partito della Buona Musica". Vengono proposte 3 canzoni, 2 delle quali scelte dai conduttori, 1 invece scelta da un ascoltatore, che senza poter dire il titolo della canzone scelta, dovrà convincere gli ascoltatori a votarlo. Infatti saranno proprio gli ascoltatori che tramite messaggio potranno esprimere la loro scelta tra la 1, la 2 e la 3 canzone.
- 8:25/8:30 - "I Pistolas" - "arriva Pepito" (in onda a dicembre 2019) e "super PBM Mio"
- 9:00 - Notiziario a cura di TGcom24 e di Boris Mantova e sigla delle nove
- 9:05 - Approfondimento di notizie e attualità: nel cosiddetto Ring, il giornalista Boris Mantova legge una notizia e pone una domanda agli ascoltatori, solitamente del tipo pro o contro, i quali chiamano esponendo la loro opinione